# ۷۹۴ (میلادی)
۷۹۴ (میلادی) هفتصد و نود و چهارمین سال تقویم میلادی است.

## درگذشتگان
‎